# Liberty Hill (Texas)
Liberty Hill es una ciudad ubicada en el condado de Williamson en el estado estadounidense de Texas. En el Censo de 2010 tenía una población de 967 habitantes y una densidad poblacional de 166,68 personas por km².

## Geografía
Liberty Hill se encuentra ubicada en las coordenadas 30°39′44″N 97°54′27″O / 30.66222, -97.90750. Según la Oficina del Censo de los Estados Unidos, Liberty Hill tiene una superficie total de 5.8 km², de la cual 5.8 km² corresponden a tierra firme y (0.04%) 0 km² es agua.

## Demografía
Según el censo de 2010, había 967 personas residiendo en Liberty Hill. La densidad de población era de 166,68 hab./km². De los 967 habitantes, Liberty Hill estaba compuesto por el 83.87% blancos, el 1.55% eran afroamericanos, el 0.72% eran amerindios, el 0.83% eran asiáticos, el 0% eran isleños del Pacífico, el 9.51% eran de otras razas y el 3.52% pertenecían a dos o más razas. Del total de la población el 19.34% eran hispanos o latinos de cualquier raza.